# Charles de Marguetel de Saint-Denis de Saint-Evremond

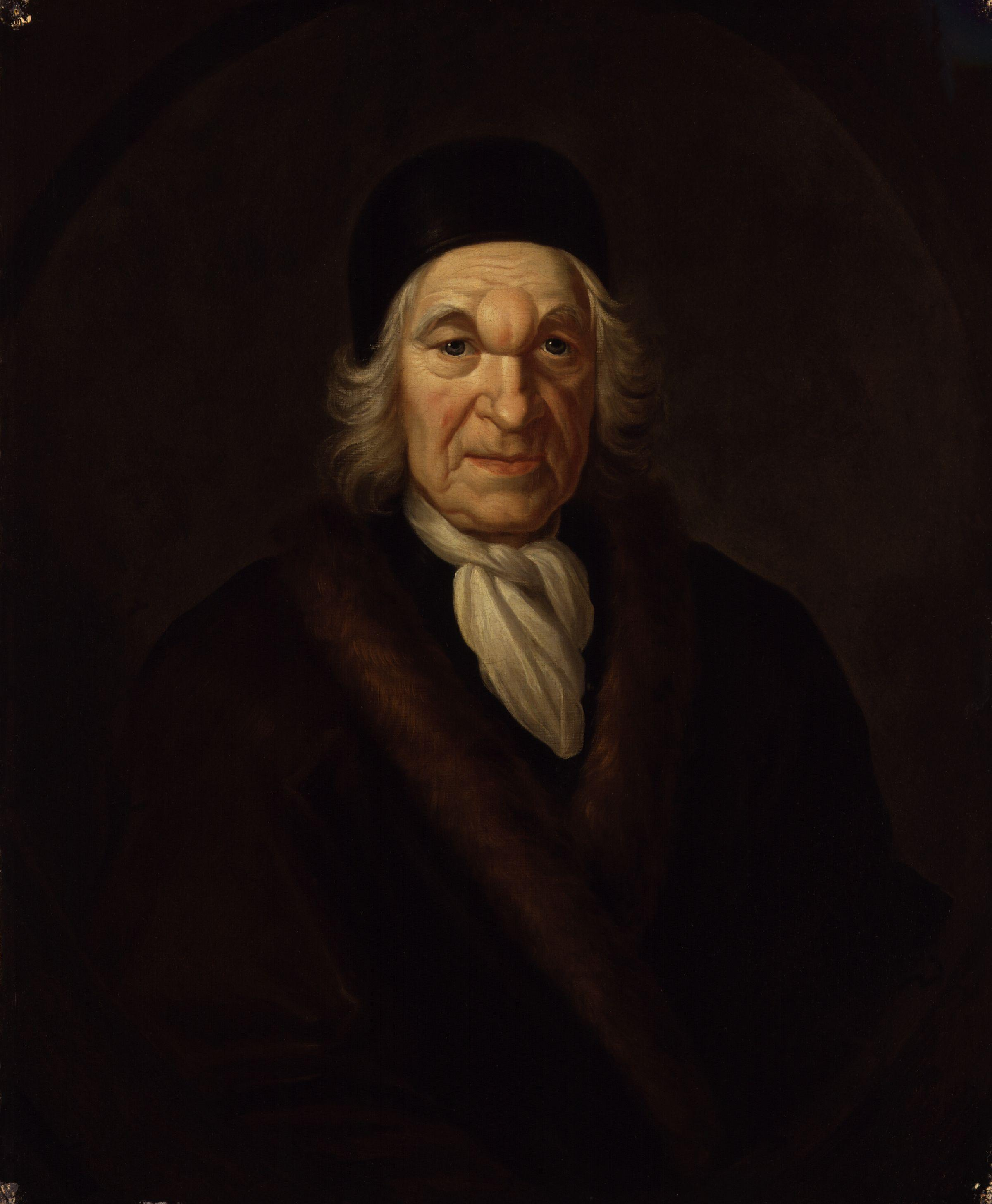
Charles de Marguetel de Saint-Denis de Saint-Evremond

Charles de Marguetel de Saint-Denis de Saint-Evremond, Karol de Marquetal de Saint-Denis, pan na Saint-Evremond (ur. 1 kwietnia 1613 w Saint-Denis-le-Gast, zm. 29 września 1703 w Londynie) – francuski pisarz, filozof i moralista. 

## Życiorys
W filozofii przedstawiciel libertynizmu, był też zwolennikiem sceptycyzmu i hedonizmu. 
Autor dyskursu O komedii angielskiej (1676–1677) oraz O sztuce życia i życiu sztuki.
Oprócz satyrycznej komedii „La comèdie des académistes” (1650), pisał głównie studia krytyczno-literackie: „Rèflexions sur les divers gènies du peuple romain” (1664), „Sur les pomes des anciens” (1685). Wydania zbiorowe pism ukazywały się w latach: 1705, 1740, 3 tomy, 1755, 2 tomy, wybór 1865, 3 tomy, 1881.